# Phrynopus thompsoni
Phrynopus thompsoni és una espècie de granota de la família dels leptodactílids. Només es coneix a la seva localitat tipus al nord del Perú, 13 km al sud-est de Yamobamba, a la Província de Otuzco, Departament de La Libertad. Encara que probablement tingui una distribució escassa, els límits d'aquesta es desconeixen, així com la seva abundància.
No se sap l'hàbitat de l'espècie. És terrestre i presumiblement té un desenvolupament directe. És possible que es vegi amenaçada per l'agricultura.